# Fuocoammare
Fuocoammare è un film documentario del 2016 diretto da Gianfranco Rosi, premiato nello stesso anno con l'Orso d'oro per il miglior film al Festival di Berlino, che ha per oggetto l'isola di Lampedusa e gli sbarchi di migranti che la interessano.

## Trama
Un ragazzino, Samuele Pucillo, taglia da un pino un rametto biforcuto per ricavarne una fionda. Con il suo amico Mattias Cucina si diverte poi a intagliare occhi e bocca su alcune pale di fico d'India e a tirar loro pietre con la fionda, come contro un esercito nemico. Questo succede sull'isola di Lampedusa, mentre gli uomini dell'ufficio circondariale della Marina, ricevuta via radio una richiesta di soccorso, attivano le ricerche in mare con unità navali ed elicotteri della guardia costiera. Intanto la vita sull'isola prosegue. Una casalinga, Maria Signorello, mentre prepara il pranzo, ascolta la radio locale condotta da Pippo Fragapane che manda in onda musica e canzoni a richiesta e dà notizie su avvistamenti e salvataggi in mare.
Profughi e migranti provenienti dal Nordafrica su barconi stracarichi vengono imbarcati sulle navi della Guardia costiera e poi, trasbordati su lance e motovedette, sono condotti a terra. Qui trovano Pietro Bartolo, il medico che dirige il poliambulatorio di Lampedusa e che da anni compie la prima visita ad ogni migrante che sbarca nell'isola. Vengono quindi trasferiti in autobus al centro di accoglienza, perquisiti e fotografati. Samuele parla con Francesco Mannino, un parente pescatore che gli racconta di quando faceva il marinaio sulle navi mercantili vivendo sempre a bordo per sei, sette mesi, tra cielo e mare. Un sub, Francesco Paterna, si immerge a pesca di ricci nonostante il mare mosso.

A casa, durante un temporale, Samuele studia e poi ascolta la nonna, Maria Costa, che gli racconta di quando, in tempo di guerra, di notte passavano le navi militari lanciando i razzi luminosi in aria e il mare diventava rosso, sembrava ci fosse il fuoco a mare. Maria Signorello chiama la radio per dedicare al figlio pescatore Fuocoammare, un allegro swing, con l'augurio che il brutto tempo finisca presto e si possa uscire in barca a lavorare. Il brano va in onda. Intanto, nel centro d'accoglienza un gruppo di profughi intona un canto accorato accompagnato dal racconto delle loro peripezie:
Il medico, mostrando la foto di un barcone con ottocentosessanta persone, racconta di quelli che non ce l'hanno fatta. Soprattutto di quelli che per giorni navigano sottocoperta, stanchi, affamati, disidratati, fradici e ustionati dal carburante. Commosso e sconvolto, il dottore racconta di quanti ne ha potuti curare e di quanti, invece, ne ha dovuti ispezionare i cadaveri recuperati in mare, tra cui tante donne e bambini, facendo molta fatica ad abituarsi. Così, mentre Samuele cresce e affronta le sue difficoltà per diventare marinaio, in mare prosegue la tragedia dei migranti e l'impegno dei soccorritori.

## Distribuzione
Il 26 settembre 2016 il film è stato scelto come film rappresentante l'Italia per l'Oscar al miglior film straniero 2017, per poi essere escluso dalla candidatura il 16 dicembre. Tuttavia il 24 gennaio successivo riceve la candidatura all'Oscar nella sezione miglior documentario.

## Riconoscimenti
- 2017 - Premio Oscar
  - Candidatura al Miglior documentario a Gianfranco Rosi
- 2017 - Premio César
  - Candidatura al Miglior documentario a Gianfranco Rosi
- 2016 - David di Donatello
  - Candidatura a Miglior film a Gianfranco Rosi
  - Candidatura a Miglior regista a Gianfranco Rosi
  - Candidatura a Miglior produttore a 21Uno Film, Stemal Entertainment, Istituto Luce-Cinecittà, Rai Cinema, Les films d'ici avec Arte France Cinema
  - Candidatura a Miglior montaggio a Jacopo Quadri
- 2016 - Nastri d'argento
  - Nastro d'argento per i documentari a Gianfranco Rosi
- 2016 - Festival internazionale del cinema di Berlino
  - Orso d'oro a Gianfranco Rosi
  - Premio della giuria ecumenica - Competizione a Gianfranco Rosi
  - Amnesty International Film Prize - Competizione a Gianfranco Rosi
  - Premio dei lettori del Berliner Morgenpost a Gianfranco Rosi
- 2016 - Ciak d'oro
  - Miglior montaggio a Jacopo Quadri[7]
- 2016 - Bari International Film Festival
  - Premio Roberto Perpignani - Miglior montatore a Jacopo Quadri
- 2016 - European Film Awards
  - Miglior documentario a Gianfranco Rosi
  - Candidatura a Miglior film votato nelle Università a Gianfranco Rosi
  - Candidatura a Premio del pubblico al miglior film europeo a Gianfranco Rosi
- 2016 - Globo d'oro
  - Gran Premio della stampa estera a Gianfranco Rosi